# Porfirij (Šutov)
Porfirij (světským jménem: Vladimir Viktorovič Šutov; * 19. října 1965, Sarov) je ruský duchovní Ruské pravoslavné církve, biskup ozjorský a vikář patriarchy moskevského a celé Rusi.

## Život
Narodil se 19. října 1965 v Sarově.
Po střední škole studoval na fakultě ekonomie Moskevského leteckého institutu. Roku 1992 nastoupil do Donského monastýru a roku 1994 přešel do Trojicko-sergijevské lávry. Dne 2. dubna 1998 byl postřižen na monacha se jménem Porfirij a 30. srpna rukopoložen na jerodiákona. Vykonával funkci podkladníka monastýru. Dne 2. června 1999 byl rukopoložen na jeromonacha. Teologická studia získal na Moskevském duchovním semináři.
Za své služby pokladníka byl 18. července 2003 povýšen na igumena a 16. dubna 2004 mu bylo uděleno právo nosit epigonation. O dva roky později získal titul archimandrity.
Dne 10. října 2009 byl jmenován představeným Soloveckého monastýru.
Dne 30. srpna 2019 jej Svatý synod zvolil biskupem odincovským a vikářem patriarchy moskevského a celé Rusi. Biskupská chirotonie proběhla 8. září v chrámu svatého Nikity v Moskvě. Hlavním světitelem byl patriarcha Kirill.
Dne 13. dubna 2021 mu byl změněn titul na biskup ozjorský.